# Tricodactílids
Els tricodactílids (Trichodactylidae) són una família de crustacis decàpodes de l'infraordre Brachyura que habita aigües dolces de Sud-amèrica i Centreamèrica a menys de 300 m d'altitud.

## Gèneres
Subfamília Dilocarcininae Pretzmann, 1978
- Bottiella Magalhães & Türkay, 1996
- Dilocarcinus H. Milne-Edwards, 1853
- Forsteria Bott, 1969
- Fredilocarcinus Pretzmann, 1978
- Goyazana Bott, 1969
- Melocarcinus Magalhães & Türkay, 1996
- Moreirocarcinus Magalhães & Türkay, 1996
- Poppiana Bott, 1969
- Rotundovaldivia Pretzmann, 1968
- Sylviocarcinus H. Milne-Edwards, 1853
- Valdivia White, 1847
- Zilchiopsis Bott, 1969

Subfamília Trichodactylinae H. Milne-Edwards, 1853
- Avotrichodactylus Pretzmann, 1968
- Rodriguezia Bott, 1969
- Trichodactylus Latreille, 1829